# Germania V
Die Germania V ist eine als Bermuda-Yawl getakelte Segelyacht, die im Jahr 1955 für den leidenschaftlichen und erfahrenen Segler Alfried Krupp von Bohlen und Halbach, den Inhaber der Firma Fried. Krupp in Essen, als 13 KR Stahl-Yacht auf der Bootswerft „Abeking & Rasmussen“ in Lemwerder bei Bremen unter der Baunummer 5025 gebaut wurde. Der Eigner wollte eine schnelle Hochsee-Rennyacht mit viel Komfort auch für Langfahrten.

## Geschichte
Die Idee zum Bau der 66 Fuß langen (20,10 m) Germania V hatte Alfried Krupp durch die Einladung seines schwedischen Freundes und Geschäftspartners Henry Wallenberg, der ihn zum 125-jährigen Jubiläum des Kungliga Svenska Segelsällskapet (KSSS) im Jahr 1955 nach Sandhamn einlud, verbunden mit der Bedingung, mit einem eigenen Schiff anzureisen. Alfried Krupp beauftragte seinen Segelfreund Henry Rasmussen ihm eine Yawl als schnelles Tourenschiff, das auch Regatten gewinnen konnte, zu entwerfen. Die beiden 8mR-Yachten Germania III und Germania IV hatte Rasmussen mit seiner Werft „Abeking & Rasmussen“ (A&R) auch schon für ihn gebaut. Henry Rasmussen war maßgeblich an der Entwicklung der Kreuzer-Rennformel (KR) beteiligt gewesen, die der Deutsche Segler-Verband im Jahr 1932 beschlossen hatte. Nun entwarf er für Krupp die erste 13 KR Yacht, die nicht die größte deutsche Yacht ihrer Zeit war, aber größer als alle anderen Yachten, die in der KR-Klasse segelten.

## Konstruktion und Ausstattung
Als Baumaterial für KR-Yachten war Mahagoniholz vorgeschrieben, aber eine Bauausführung in Holz konnte die Werft nicht termingerecht bis zur „Sandhamn-Woche“ im Juli 1955 leisten. Sollte die Yacht aber in Stahl gefertigt werden, war man in der Lage, ein fertig getrimmtes Boot bis Ende Juni zu liefern. Deshalb erhielt Germania V einen Stahlrumpf, der für das Haus Krupp durchaus angemessen empfunden wurde. Am 22. Januar 1955 genehmigte Alfried Krupp die Pläne zum Innenausbau der Yacht und am 26. Juni 1955 wurde das fertige Schiff in Lemwerder an der Weser in Dienst gestellt. Der Germanische Lloyd, erteilte die höchste Klassifikation + 100 A 4 für weltweite Fahrt. Die Germania V war als eine der ersten Yachten in Deutschland nicht mehr ausschließlich mit Segeln aus Marco-Baumwolle ausgestattet, sondern alle Vorsegel waren aus Darcon-Kunststoff genäht. Die Segel lieferte Ratsey & Lapthorn aus England. Die beiden Masten waren aus laminiertem Holz gefertigt, Deck und Aufbauten aus Teakholz entsprachen dem Stil der Zeit, ebenso die Decksbeschläge aus verchromter Bronze und verzinktem Stahl.
Als Hilfsantrieb diente ein Mercedes-Benz-Dieselmotor mit einer Leistung von 75,5 PS, er wurde später durch einen 105 PS Dieselmotor ersetzt. Siemens lieferte ein Funktelefon, die Firma Lattorf Glas-Porzellan-Steingut aus Hamburg Geschirr für 12 Personen der Marke „Gadroon Coloured Ship“ inklusive 6 Ascher.
Abeking & Rasmussen fertigte noch unter der Baunummer 5032 ein hölzernes, 2,70 m langes Yacht-Beiboot, das an Deck der Yacht Platz finden sollte. Es wurde aber bald durch ein leichteres und besser verstaubares Schlauchboot ersetzt.
Der Schiffsrumpf der Germania V wurde oberhalb des Wasserpasses auf besonderen Wunsch von Alfried Krupp in Chromoxydgrün (RAL 6020) lackiert, die Eignerkammer in Olivgrün, die anderen Räume in Elfenbeinweiß. Die Spinnaker leuchteten in Farben rot und grün, in der Mitte die drei schwarzen Kruppschen Ringe.
Die elektrische und funktechnische Ausstattung mit Funkpeiler, Echolot, Telefonanlage, einem Zenith-Weltempfänger, einer damals auf Yachten noch unüblichen Bordrundsprechanlage und einer 800-Watt-Lichtmaschine für 24-Volt-Bordanschlüsse kamen von Lieferanten für die Berufsschifffahrt. Mit dieser Ausrüstung konnte die Germania V über große Distanzen erreichbar bleiben und der Eigner den Kontakt zum Chefsekretariat des Krupp-Konzerns halten.
Die Germania V war als gutmütiges, seetüchtiges, aber bei allem Komfort an Bord, nicht luxuriös eingerichtetes Tourenschiff konzipiert und gebaut worden. Tatsächlich hat die Yacht aber in der Zeit unter dem Krupp-Stander vornehmlich Wettfahrten gesegelt, als Skipper fungierte Hans Viktor Howaldt (1919–1998), dessen Vater Hans Howaldt (1888–1970) mit Alfried Krupp auf der Germania III bei den Olympischen Spielen 1936 in Kiel die Bronzemedaille in der 8-Meter-Klasse gewonnen hatte.

## Regatta-Aktivitäten
- 1956 begann sie Rennkarriere der Germania V mit der „Hohe Weg Regatta“ von Bremerhaven aus, dann die Rennen der „Nordseewoche“ vor Helgoland und im Juni die „Kieler Woche“ mit der „Regatta Kiel-Eckernförde“. Im Juli die „Zubringer-Regatta Kiel-Marstrand“ (2. Platz).[6]

- 1957 bildete die „Nordseewoche“ den Regattaauftakt (Haupt-Wettfahrt „Rund um Helgoland“, 2. Platz) mit der folgenden „Rund-um-Skagen-Regatta“ (heute: Pantaenius Rund Skagen Race) um die Nordspitze Dänemarks nach Kiel (500 Seemeilen = 900 km), Aufgabe; im Juni die „Kieler Woche“ mit der „Regatta Kiel-Eckernförde“ (First Ship Home, 2. Platz berechnet). Im Juli die „Zubringer-Regatta Kiel-Marstrand“ (First Ship Home, 2. Platz berechnet).

- 1958 lautete das Regatta-Programm: „Nordseewoche“ mit den Wettfahrten „Bremerhaven-Helgoland“, „Rund um Helgoland“, Helgoland-Cuxhaven, „Kieler Woche“ mit der „Regatta Kiel-Eckernförde“, „Zubringer-Regatta Kiel-Hankø (Norwegen)“ und das „Skaw Race“ mit Dreieckkurs über den Skagerrak. Kurz vor dem Start nach Hankø erfuhr die Germania V Crew, dass Alfried Krupp an Bord in Norwegen nicht erwünscht sei und verzichtete auf eine Regattateilnahme.[7]

- 1959 stand für Germania V wieder ganz im Zeichen der Seeregatten. Zwar gab es bei der „Nordseewoche“ keinen Preis zu gewinnen, aber bei der anschließenden „Rund-um-Skagen-Regatta“ von Helgoland nach Kiel war sie nach 86 Stunden First Ship Home und gewann den ersten Preis in ihrer Klasse. Sehr erfolgreich verlief auch die „Kieler Woche“ und danach gewann sie in Schweden bei der Regatta „Gotland Runt“ in ihrer Klasse den ersten Preis.[8]

- 1960 nahm sie am Newport-Bermuda-Race teil, gefolgt vom Transatlantikregatta von Bermuda nach Skagen-Feuerschiff auf der gefürchteten Route nördlich von Schottland. Alfred Krupp nahm nicht teil, da er befürchtete, aufgrund seiner Geschichte unerwünscht zu sein. Auf dieser 3.443 Seemeilen (6.377 km) langen Wettfahrt belegte Germania V den dritten Platz hinter Ondine (USA) und Barlovento (USA) und vor Hamburg VI HVS. Germania V und Hamburg VI gingen am 20. Mai als Decksladung des Frachters Erlangen der Hamburg-Amerika-Linie (HAPAG) über den Atlantik nach New York. Auf der Minneford-Werft in City Island (Bronx) am Long Island Sound wurden die beiden Yachten aufgeriggt, regattaklar gemacht und dann nach Newport (Rhode Island) gesegelt. Im Bermuda Race erreichte Germania V einen 5. Platz von 22 Startern der Klasse A und gewann die „Pope Christie Trophy“ als beste ausländische Yacht. Die Yacht war für die KR-Formel entworfen worden und konnte nicht wirklich den nach der Handicapformel CCA optimierten, technisch anspruchsvoll ausgerüsteten US-Rennyachten Paroli bieten.[9]

- 1961 In dieser Segelsaison war Alfred Krupp besonders häufig an Bord. Nach der „Nordseewoche“ konnte Germania V bei der „Rund-um-Skagen-Regatta“ den 3. Platz nach berechneter Zeit belegen. Zur „Kieler Woche“ kamen weitere Platzierungen hinzu, dann ging es nach Sandhamn zur Regatta „Gotland Runt“, wo ein 3. Platz mit dem Eigner an Bord erreicht wurde.

- 1962 Alfred Krupp reichten die Heimatreviere auf Nord- und Ostsee nicht mehr, er wollte selbst an einer Hochsee-Regatta teilnehmen. So meldete er Germania V für das 1.200 Seemeilen lange Rennen Buenos Aires – Rio de Janeiro an. Anders als in Norwegen fühlte sich der „Yacht Club Argentino“ (YCA) außerordentlich geschmeichelt. Skipper Hans Viktor Howaldt konnte den Bielefelder Unternehmer Rudolf-August Oetker als Eigentümer der Reederei Hamburg Süd dafür begeistern, einen freien Transport an Bord des Frachters Cap Palmas nach Buenos Aires zu ermöglichen. Germania V beendete die Wettfahrt nach 215 Stunden, bei zum Teil sehr stürmischem Wetter, als 7. von 38 gestarteten Yachten. Der Frachter Cap Blanco der Hamburg-Süd brachte die Yacht nach New York, um wie vor zwei Jahren, beim „Bermuda Race“ zu starten. Alfred Krupp erhielt kein USA-Visum aber auf Bermuda war er willkommen. Germania V konnte als schweres Schiff auf der Regatta wegen Flaute keinen Preis gewinnen. Sie wurde wieder nach New York gesegelt und als Decksfracht nach Deutschland gebracht. Auf der Ostsee verbrachte sie den Rest der Saison.[10]

- 1963 wurde der US-Amerikaner Rod Stephens, Partner des New Yorker Yacht-Konstruktionsbüros Sparkman & Stephens (S&S) beauftragt Germania V regattatechnisch weiter zu optimieren. Nach der „Nordseewoche“ wurde sie bei der „Rund-um-Skagen-Regatta“ beim Ziel Leuchtturm Kiel als First Ship Home gezeitet. „Kieler Woche“ und „Gotland-runt“ folgten.

## Verbleib
Am Ausrüstungskai bei Abeking & Rasmussen lag im Juli 1963 die neue 16 KR-Yacht Germania VI, die erste aus Aluminium gefertigte Rennyacht, entworfen von Sparkman & Stephens. Alfried Krupp spendete die von einem Sachverständigen auf 350.000 DM geschätzte Germania V dem Deutschen Hochseesportverband HANSA (DHH).
Unter ihrem neuen Namen Nordsee mit dem Liegeplatz in Glücksburg an der Flensburger Förde nahm sie als Trainingsyacht für Segelschüler mit einigem Erfolg an zahlreichen Regatten teil und fand zurück zu ihrer ursprünglichen Bestimmung, dem Fahrtensegeln. Die Reisen führten zu den Lofoten, Island, Azoren, Spanien und in die Karibik. 1982 nach fast 20 Jahren unter dem Stander des DHH waren im Logbuch insgesamt über 200.000 Seemeilen zusammen gekommen.
Ihr nächster Eigner, der Bootsbauer René Talbot, segelte sie unter dem Namen Corpus Christi sechs Jahre lang als Privatyacht im Mittelmeer, in der Karibik und in den Gewässern der Vereinigten Staaten und überholte sie ebenfalls umfassend, bevor er einen 119-Fuß Gaff Cutter in Auftrag gab.
Seit 1989 segeln die jetzigen Eigner Roswitha Büchner und Ulrich Pfänder die Germania V unter ihrem ursprünglichen Namen als Privatyacht mit Chartergästen in der Ostsee, der Nordsee, der Karibik und im Mittelmeer. Seitdem wurde sie regelmäßig restauriert und modernisiert.

## Restaurierung
Über einige Jahre hinweg wurden bei der Germania V regelmäßige Umbauten am Rumpf durchgeführt, wobei Teile des Innenraums, des Motors, der Elektrik und des Edelstahltanks entfernt wurden. Der Schiffsrumpf ist jetzt weiß gestrichen.
Die jüngste Umrüstung umfasste
- Rumpfinspektion und Reparatur
- Komplette Überholung des Motors, der Welle und des neuen 4-Blatt-Propellers
- Originale Teakdeck-Beplankung über neuem Marine-Unterdeck neu verlegt.

## Yachten mit dem NamenGermania
- Germania, 1908, Germaniawerft[12][13]
- Germania II, 1934, Abeking & Rasmussen (A&R), 8mR-Yacht, Baunummer 2856
- Germania III, 1935, A&R, 8mR-Yacht, Baunummer 2974
- Germania IV, 1939, A&R, 8mR-Yacht, Baunummer 3340
- Germania V, 1955, A&R, 13 KR-Yacht, Baunummer 5025
- Germania VI, 1963, A&R, 16 KR-Yacht, Baunummer 5895